# 스몰 자이언트 게임즈
스몰 자이언트 게임즈는 핀란드에 위치하고 있는 게임 회사이다. 주로 모바일 게임을 만드는 게임 회사이다.

## 특징
스몰 자이언트 게임즈는 주로 모바일 게임을 주로 만드는 회사이다. 미국에 설립된 비디오 게임 개발 회사인 징가의 자회사로서 2007년에 설립되었다. 스몰 자이언트 게임즈에서 만든 대표적인 게임으로 엠파이어 & 퍼즐이 있으며 엠파이어 & 퍼즐 외에도 퍼즐 컴뱃이란 또다른 전략형 퍼즐 게임도 만들었다. 게임의 본사는 핀란드의 수도인 헬싱키에 위치하고 있으며 새로운 모바일 게임의 출시 외에도 게임 내에서의 신규 캐릭터 출시와 캐릭터 간의 밸런스 조정도 맡고 있다.

## 같이 보기
- 모바일 게임
- 엠파이어 & 퍼즐